# Карліс Бумейстерс
Карліс Бумейстерс (латис. Kārlis Būmeisters; 13 грудня 1986, Рига, Латвійська РСР) – латвійський співак, музикант, ведучий та політик. Зараз він займається політикою в Європейському парламенті в Брюсселі як прес-секретар члена Європейського парламенту Робертса Зіле, який є частиною групи Європейських консерваторів та реформістів.

## Біографія
З трьох років Карліс Бумейстерс з'являвся як дитина-співак на латвійському телебаченні. Зрештою він вів відзначене нагородами шоу «Лабораторія брехні» на LTV.
Музична кар'єра співака продовжилася в гурті «Dzeguzīte». Потім він став учасником гурту «Putnu Balle», створеного у 2002 році разом з Мартіншем Фрейманісом (колишнім учасником гурту «Tumsa»). У 2004 році гурт гастролював під гаслом «Dziesma manai paaudzei» (укр. Пісня для мого покоління) та випустив два альбоми: «Sapņu pārdevējs» (укр. Продавець мрій) та «Mr. Andersen nemelo».
У 2005 році Карліс разом із Вальтерсом Фріденберґсом представляв Латвію на Пісенному конкурсі Євробачення 2005 з піснею «The War Is Not Over». У фіналі дует зайняв 5-е місце та отримав 153 бали.
Після Євробачення, у 2008 році Бумейстерс заснував свій сольний проект, вигравши «Музичний запис року» на премії Muzikālā banka Awards. Він також заспівав тему для вступної пісні до серіалу UgunsGrēks під назвою «Tici vai nē» (укр. Вірте чи ні) та був удостоєний нагороди «Хіт року» під час церемонії Latvian Music Awards 2010.
У 2018 році Карліс Бумейстерс та Вальтерс Фріденберґс випустили сингл «Ceļi atpakaļ». Того ж року Фріденберґс помер після дворічної боротьби з раком.

## Особисте життя
Батько Карліса – Юріс Бумейстерс, дисидент часів Радянського Союзу. Його назвали на честь дідуся — політика Карліса Бумейстерса (1888—1967).
Бумейстерс навчався в Ризькій початковій школі імені В. Залітіса, потім пішов у гімназію Агенскална Валстс. Він закінчив навчання в Латвійському університеті на факультеті економіки зі ступенем магістра міжнародної економіки, а також отримав ступінь Школи бізнесу та менеджменту у Франції.
Карліс одружився з Ліндою Майєр після 11 років спільного життя. У 2015 році у них народився син Едвартс.